# حنا هيدلاند
حنا هيدلاند (بالسويدية: Hanna Hedlund)‏ هي مغنية سويدية، ولدت في 24 يناير 1975 في Kilafors ‏ في السويد.

## روابط خارجية
- حنا هيدلاند على موقع IMDb (الإنجليزية)
- حنا هيدلاند على موقع روتن توميتوز (الإنجليزية)
- حنا هيدلاند على موقع ميوزك برينز (الإنجليزية)
- حنا هيدلاند على موقع أول ميوزيك (الإنجليزية)
- حنا هيدلاند على موقع ديسكوغز (الإنجليزية)
- حنا هيدلاند على موقع قاعدة بيانات الفيلم (الإنجليزية)